# Système universitaire de documentation

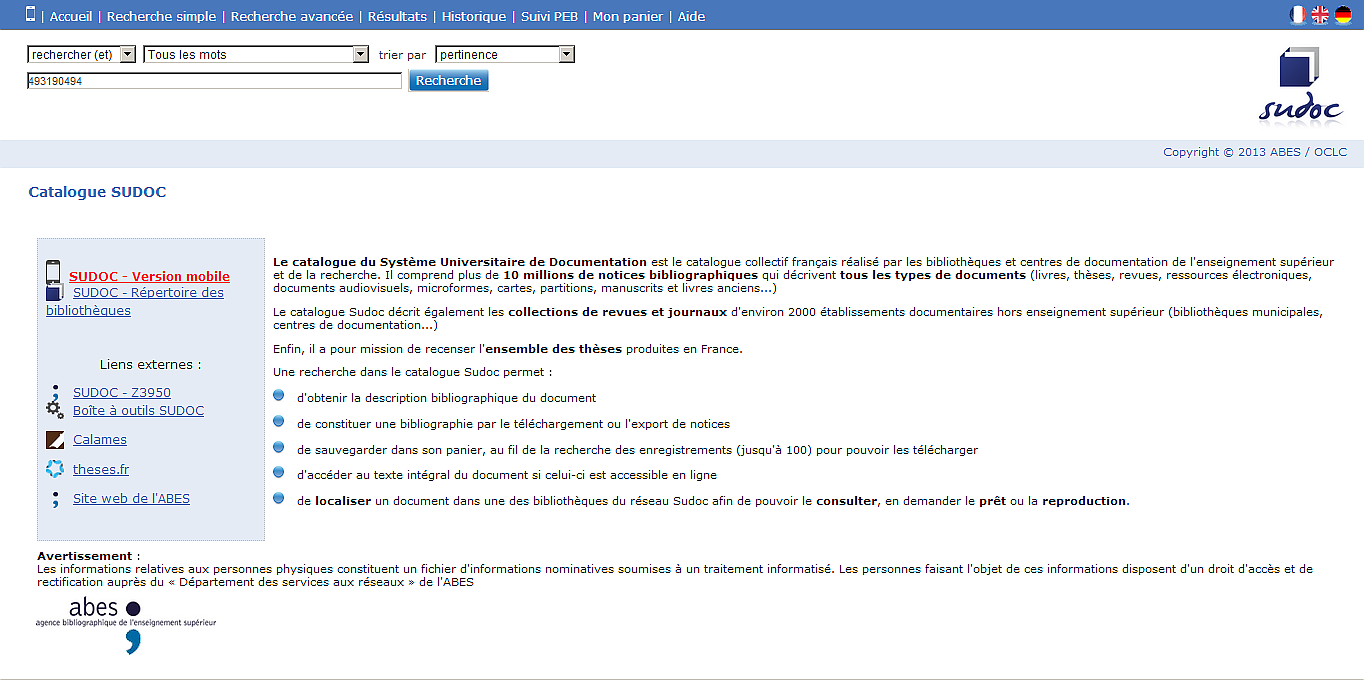
Captură de ecran a paginii Système Universitaire de Documentation (Sudoc)

Système universitaire de documentation (în română sistemul universitar de documentare, prescurtat SUDOC, inițial SU, apoi SUD, apoi SUDoc) este un catalog colectiv care permite bibliotecilor universitare franceze și bibliotecilor altor instituții de învățământ superior să-și recenzeze documentele aflate în posesia lor.